# Барроуз, Джордан
Джордан Эрнест Барроуз (англ. Jordan Ernest Burroughs; 8 июля 1988, Камден, Нью-Джерси, США) — американский борец вольного стиля, олимпийский чемпион 2012 года, 6-кратный чемпион мира (2011, 2013, 2015, 2017, 2021, 2022), обладатель Кубка мира 2018, трёхкратный чемпион Панамериканских игр. Один из самых титулованных американских борцов в истории. На чемпионатах мира и Олимпийских играх выиграл 33 из 37 проведённых схваток (первое поражение потерпел в полуфинале чемпионата мира 2014 года от россиянина Дениса Царгуша, второе — также от российского борца Аниуара Гедуева в четвертьфинале Олимпийских игр 2016 года).

## Биография
Обучаясь в школе в Винслоу, штат Нью-Джерси, начал заниматься борьбой. Победив на трёх районных чемпионатах и двух чемпионатах штата, он сумел в 2006 году победить на чемпионате США и привлёк к себе внимание. Поступил на социологический факультет Университета Небраски. В университетские годы выступал на студенческих соревнованиях.
В 2008 году занял 10 место на чемпионате мира среди юниоров.
В 2011 году победил на соревнованиях национальной студенческой ассоциации (NCAA) и через три недели стал чемпионом мира, и с того времени не проигрывает на крупных международных турнирах. В том же году победил на Панамериканских играх, в 2012 году — на мемориале Дейва Шульца, турнире Cerro Pelado International, розыгрыше Кубка мира и, наконец, на Олимпийских играх.
На летних Олимпийских играх 2012 года в Лондоне боролся в категории до 74 кг (средний вес). В турнире участвовали 19 человек. Турнир проводился по системе с выбыванием после поражения с утешительными схватками. Борцы по жребию делились на две группы, в первой группе было восемь спортсменов, начинавших борьбу с 1/8 финала, во второй группе — одиннадцать, из которых пять начинали борьбу с 1/8 финала, а шесть борцов проводили квалификационные встречи за право попасть в 1/8 финала. Те спортсмены, которые не проиграли ни одной схватки, выходили в финал, где разыгрывали первое и второе место. Борцы, которые проиграли финалистам, начинали бороться в утешительном турнире, по результатам которых определялись два бронзовых призёра, по одному в каждой группе. Другими словами, борец, проиграв схватку в любом круге турнира, выбывал не сразу, а ожидал результатов встречи своего победителя в следующем круге. Например, борец проиграл в 1/8, его победитель выходил в четвертьфинал. Если его победитель в четвертьфинале проигрывал, то борец выбывал сразу, а его победитель отправлялся в утешительный турнир. Если же его победитель в четвертьфинале вновь побеждал, то борец встречался в утешительной встрече с проигравшим в четвертьфинале и так далее.
Джордан Барроуз победил во всех схватках и стал олимпийским чемпионом.
| Круг       | Соперник        | Страна      | Результат | Основание     | Время схватки |
| ---------- | --------------- | ----------- | --------- | ------------- | ------------- |
| 1/8 финала | Франческо Солер | Пуэрто-Рико | Победа    | 4-0, 6-0      | 4:00          |
| 1/4 финала | Мэтт Джентри    | Канада      | Победа    | 2-1, 1-1      | 4:00          |
| 1/2 финала | Денис Царгуш    | Россия      | Победа    | 3-1, 0-2, 2-1 | 6:00          |
| Финал      | Садег Гударзи   | Иран        | Победа    | 1-0, 1-0      | 4:00          |

В 2013 году спортсмен завоевал первые места на розыгрыше Кубка мира, турнире на призы Александра Медведя и чемпионате мира.
Хаджимурад Магомедов, старший тренер сборной России по вольной борьбе, заявил, что

Барроуз уже не первый год является лидером мирового рейтинга в своей весовой категории. И на чемпионате мира он подтвердил свой статус красивой борьбой и заслуженной победой. Хотя молодой иранец дал ему достойный бой, и развязка наступила только в концовке схватки. Это подтвердило то, что с Барроузом можно бороться.— Борец-вольник из США Барроуз выиграл ЧМ по праву — тренер россиян
Коронным приёмом борца является выхват за обе ноги. Отмечается, что «когда речь идет о победе в борцовском поединке, Джордан Барроуз не хочет просто контролировать движения соперника, идя на различные ухищрения, он хочет полностью доминировать над ним. Для демонстрации своего превосходства на ковре, Барроуз любит как можно чаще применять агрессивно-атакующую тактику борьбы».
В октябре 2013 года женился. Имеет пятеро детей. 
В 2011-2013 годах трижды был обладателем приза Джона Смита, вручаемого лучшему борцу-вольнику года в  США, став первым трёхкратным обладателем этого приза.
Многие ждали перехода борца после Олимпийских игр в смешанные единоборства, но он развеял надежды, сказав, что «ММА — это очень брутальные и жестокие единоборства. Великий спорт, но точно не для меня. Я никогда не зайду в октагон».
На чемпионате мира, который проходил в октябре в норвежской столице, стал чемпионом мира в весовой категории до 79 кг. В финале поборол иранского борца Мохаммеда Нокходи Ларими.

## Достижения
- Панамериканский чемпионат (Буэнос-Айрес, 2023);
- Панамериканский чемпионат (Акапулько, 2022);
- Чемпионат мира по борьбе 2022 (Белград);
- Чемпионат мира по борьбе 2021 (Осло);
- Панамериканский чемпионат (Оттава, 2020);
- Чемпионат мира по борьбе (Нур-Султан, 2019);
- Панамериканские игры (Лима, 2019);
- Панамериканский чемпионат (Буэнос-Айрес, 2019);
- Чемпионат мира по борьбе (Будапешт, 2018);
- Турнир «Яшар Догу» (Стамбул, 2018);
- Чемпионат мира по борьбе (Париж, 2017);
- Гран-при Испании (Мадрид, 2017);
- Панамериканский чемпионат (Фриско, 2016);
- Гран-при Германии (2016);
- Турнир «Яшар Догу» (Стамбул, 2016);
- Чемпионат мира по борьбе (Лас-Вегас, 2015);
- Панамериканские игры (Торонто, 2015);
- Гран-при «Александр Медведь» (Минск, 2015);
- Чемпионат мира по борьбе (Ташкент, 2014);
- Панамериканский чемпионат (Мехико, 2014);
- Турнир «Яшар Догу» (Стамбул, 2014);
- Чемпионат мира по борьбе (Будапешт, 2013);
- Турнир «Степан Саркисян» (Ванадзор, 2013);
- Гран-при «Александр Медведь» (Минск, 2013);
- Олимпийские игры (Лондон, 2012);
- Турнир «Гранма – Сьера Пеладо» (Гавана, 2012);
- Мемориал «Дейв Шульц» (Колорадо-Спрингс, 2012);
- Чемпионат мира по борьбе (Стамбул, 2011);
- Панамериканские игры (Гвадалахара, 2011);
- Национальная ассоциация студенческого спорта (I дивизион) (2011);
- Национальная ассоциация студенческого спорта (I дивизион) (2009);
- Национальная ассоциация студенческого спорта (I дивизион) (2008);